# Мака (народ банту)

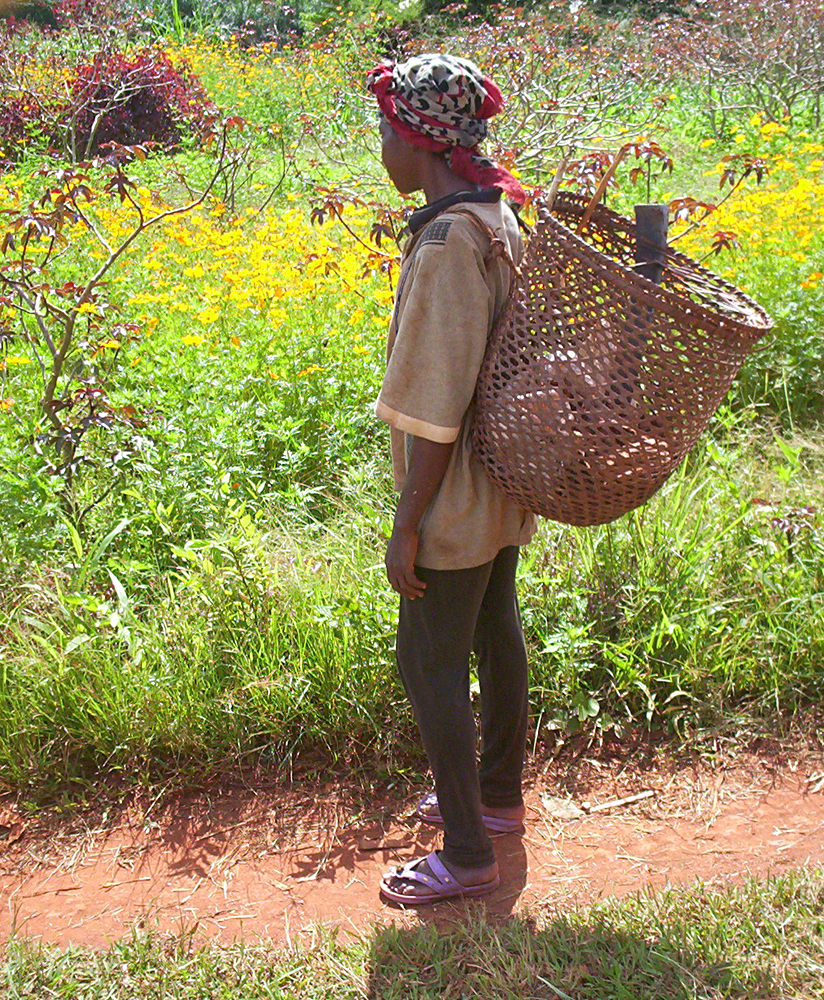
Женщина мака.

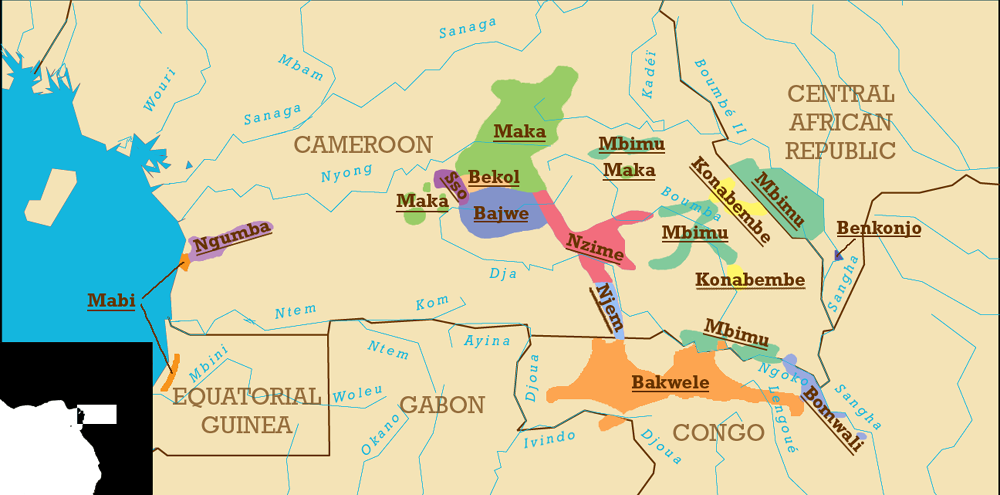
Говорящие на языке мака в Камеруне и соседних странах.

Мака (макаа) — народ группы банту, проживающий на территориях Камеруна, Габоне, ЦАР, Республике Конго, Экваториальной Гвинее. Численность мака составляет около 810 тыс. человек. Язык — мака, с диалектами (Андрианов 1999: 598).

## Религиозная принадлежность
По вероисповеданию — приверженцы традиционных верований, но есть и католики (Андрианов 1999: 598).

## Возникновение народа
Предки мака переселились с возвышенностей центра Камеруна во внутренние районы несколько сотен лет назад (Попов 2001: 58).

## Основные занятия
Для народа мака характерны — тропическое ручное подсечно-огневое земледелие (ямс, таро, маниок, кукуруза, батат, рис, бананы), сбор плодов дикорастущей масличной пальмы, охота, разведение мелкого рогатого скота.

### Ремёсла
Из ремёсел — плетение циновок и корзин, гончарство, резьба по дереву (фигурки предков, ритуальные маски, посуда, утварь) (Попов 2001: 58).

### Одежда мака
Мужчины носят набедренные повязки, женщины — фартуки (Львов 1984: 46).

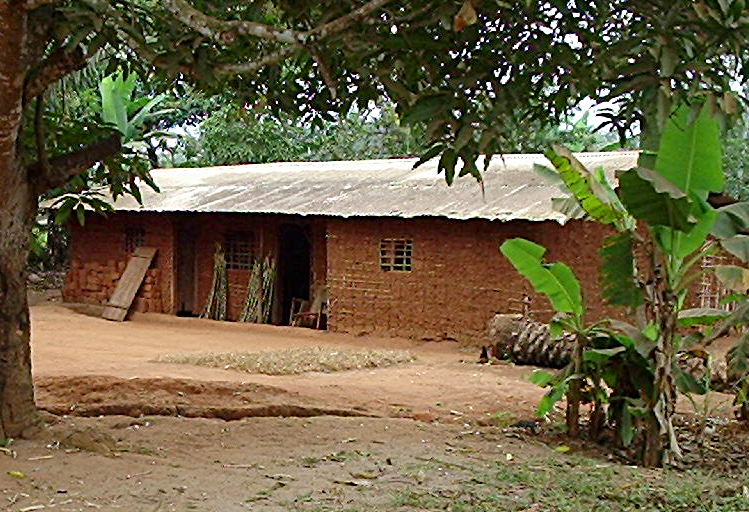
Традиционное жилище мака.

## Структура родства
У мака сохранился родо-племенной строй. Счёт родства патрилинейный. Брак — вирилокальный.

## Культура
Широко распространены песни и танцы, связанные с земледелием, охотой, различными обрядами. Сохраняют веру в духов предков и сил природы (Андрианов 1999: 598).